# هال‌تپه
هال تپه در شهرستان بوئین‌زهرا، بخش آوج، روستای نیریج واقع شده و این اثر در تاریخ ۱۹ اسفند ۱۳۸۰ با شمارهٔ ثبت ۴۸۲۱ به‌عنوان یکی از آثار ملی ایران به ثبت رسیده است.